# 東山湛照
東山湛照（とうざん たんしょう）は、鎌倉時代後期の臨済宗の僧。

## 経歴・人物
京都東福寺の円爾の法を嗣ぎ、三聖寺開山となる。のち円爾が寂すと東福寺住持を継ぎ、同寺2世となる。晩年は三聖寺に退隠し、虎関師錬らを育てた。盗賊に襲われ刺殺されたとする資料もある。